# Miloš Vacek
Miloš Vacek (født 20. juni 1928 i Dolní Roveň - død 29. februar 2012 i Prag, Tjekkiet) var en tjekkisk komponist og organist.
Vacek studerede orgel på Musikkonservatoriet i Prag, og komposition hos bl.a. Jaroslav Ridky på Prags Musikakademi. Han har skrevet 2 symfonier, orkesterværker, kammermusik, operaer, balletmusik, vokalværker, filmmusik, instrumentalværker etc. Vacek levede udelukkende som freelance-komponist igennem hele sin karriere.

## Udvalgte værker
- Symfoni nr. 1 "Maj" (1974) - for orkester
- Symfoni nr. 2 (1986) - for orkester